# 葉月 (ミュージシャン)
葉月（はづき、1982年12月10日 - ）は、日本のミュージシャンである。ロックバンド・lynch.のボーカル担当。愛知県出身。血液型B型。本名は非公開。

## 経歴
2003年 7月 柑那、鐚依、直樹とDEATHGAZEを結成。2004年 DEATHGAZE脱退。8月 玲央、晁直とlynch.を結成。
2011年 6月1日、lynch.のボーカルとしてキングレコードよりアルバム「I BELIEVE IN ME」発売、メジャーデビューを果たす。
2016年 SADSの名古屋ライブにおいて完全シークレットでのゲスト出演した。
2020年 1月19日、5回目となる単独公演「奏艶」を開催。同年、「葉月」名義での活動20周年を迎える。9月16日、自身初となるソロアルバム「葬艶 -FUNERAL-」を発売。

## 音楽性

### 影響
- LUNA SEAでロックに目覚め、中学時代に黒夢の清春がシャウトをしている映像をテレビで見て衝撃を受け、シャウトをするためにボーカリストを志した。
- 90年代後半から00年代前半にムーブメントを起こしたラウドロック勢を主なルーツとして語っており、ハードロック、ヘヴィメタル、ハードコア、ゲーム音楽(植松伸夫をリスペクトしている)、J-POP等、幅広い嗜好を持つ。悠介曰くメタルコア等も聴き込んでいるとのこと。好きな洋楽2大バンドはパンテラとスキッド・ロウ。エヴァネッセンスやスリップノット等を聴いて楽器のチューニングを下げた。

### パフォーマンス

#### シャウト
- 妖艶なクリーンヴォイスと繊細かつ屈強なシャウトを自在に操る。本人はシャウトに名前付けをすることを余り好んではいないが、低域のグロウル〜高域のハイピッチスクリームまで使いこなすことが出来る。しかし「日本語のシャウトは苦手」と語るように[3]、基本的にシャウトパートの殆どは英詞であるため、シャウトのみで構成された楽曲の場合は全編英語になることも多い（「NEW PSYCHO PARALYZE / lynch.」など、近年では日本語のシャウトも行う）。

#### 楽器演奏
- ギター、ベース、ドラムを演奏することができる。
- 明徳がlynch.に加入する前はベーシストとしてレコーディングに参加していた。
- ベースやドラムはLUNA SEAや黒夢をコピーしていたら演奏できるようになった。
- 使用機材
  - EDWARDSのJモデルのベース
  - 愛用ピックはLUNA SEAのJのモデル。

### 作詞・作曲傾向
- シンプルで短い曲を好む傾向があり、作曲面にも現れている。
- 初期は歌詞の存在しない曲、パートもあったが、これはコーンの歌詞の無い曲を聴いた際、歌詞が無くとも音だけでこんなに格好いいものを表現できるのかと感銘を受けたためである。

## 人物
- lynch.の楽曲ほぼすべての作詞・作曲を担当している。
- LUNA SEAや、黒夢・SADSのボーカル清春に影響を受けている。清春と親交があり[4]、ライブでの共演を果たしている。本人のtwitterアカウントは清春のみをフォローしている。LUNA SEAのボーカルRYUICHI、MUCCのボーカル逹瑯とも親交があり、音楽活動においてもコラボレーション経験がある。
- 海外の好きなバンドのボーカルにはペリフェリーのスペンサー・ソーテロ、アンダーオースのスペンサー・チェンバーレインを挙げている。
- 趣味は釣り。琵琶湖を愛好している。
- 首、両腕、胴体など体の各所に刺青を入れている。
- プライベートでは眼鏡をかけている。
- トイ・プードルを飼っている。名前は「マロウ」。
- 人間ドックにて胃カメラが鼻に入らず口から入れられたことがある。

## 作品

### 参加作品
| 発売日         | アーティスト         | タイトル            | 詳細 |
| -------------- | -------------------- | ------------------- | --- |
| 2013年11月13日 | Pay money To my Pain | gene                | 8曲目「Resurrection」にゲストボーカルとして参加。 また、5曲目の「Respect for the dead man」にもコーラスで参加。 |
| 2017年1月25日  | 大村孝佳             | CERBERUS            | 4曲目「NEMESIS」にボーカルとして参加。                                                                          |
| 2018年9月26日  | MEPHISTOPHELES       | Hide and seek       | 7曲目「Dictator ship」にゲストボーカルとして参加。                                                              |
| 2019年9月4日   | 彼女 IN THE DISPLAY  | WILD ONES NEVER DIE | 3曲目「FAST feat.HAZUKI lynch.」にゲストボーカルとして参加。                                                    |
| 2020年6月10日  | MUCC                 | 惡                  | 9曲目「目眩 feat. 葉月(lynch.)」にゲストボーカルとして参加。                                                    |

## ライブ

### 公演
| 年             | タイトル                                                  | 公演規模・会場                        |
| -------------- | --------------------------------------------------------- | ------------------------------------- |
| 2018年12月1日  | 奏艶                                                      | NEW PIER HALL                         |
| 2020年1月9日   | HAZUKI 20TH ANNIVERSARY「奏艶」                           | メルパルクホール (東京郵便貯金ホール) |
| 2021年12月12日 | HAZUKI 「奏艶」                                           | 中野サンプラザホール                  |
| 2022年3月30日  | HAZUKI 1ST ONEMAN NITE "NEO XANADU" -XANADU MEMBERS ONLY- | 渋谷Spotify O-EAST                    |
| 2022年5月6日   | TOUR'22 "AM I A LØSER？"                                  | 柏PALOOZA                             |
| 2022年5月8日   | TOUR'22 "AM I A LØSER？"                                  | 新横浜NEW SIDE BEACH!!                |

### 出演ライブ
- Mephistopheles「Hide and seek 完全再現」(2019年2月2日) - 目黒 鹿鳴館

## バンド履歴
- KUSSE
- ベリィ
- DEATHGAZE
- デスゲーム。
- lynch.